# Speck Alto Adige
Lo speck Alto Adige (in tedesco: Südtiroler Markenspeck oppure Südtiroler Speck) è un tipo di speck italiano, della salumeria altoatesina.
Lo speck (chiamato in ladino cioce) è ottenuto da una coscia di suino completamente disossata che, differentemente dalla preparazione del prosciutto crudo, viene aperta e tirata, lievemente salata ed aromatizzata e infine affumicata.
Nel 1997 lo speck Alto Adige (all'epoca denominato "Speck dell'Alto Adige") ha ottenuto dall'Unione europea il riconoscimento di prodotto a indicazione geografica protetta (IGP).
Il termine speck, in tedesco, significa letteralmente "lardo". In gran parte della Germania indica la pancetta affumicata, equivalente del bacon inglese.

## Storia

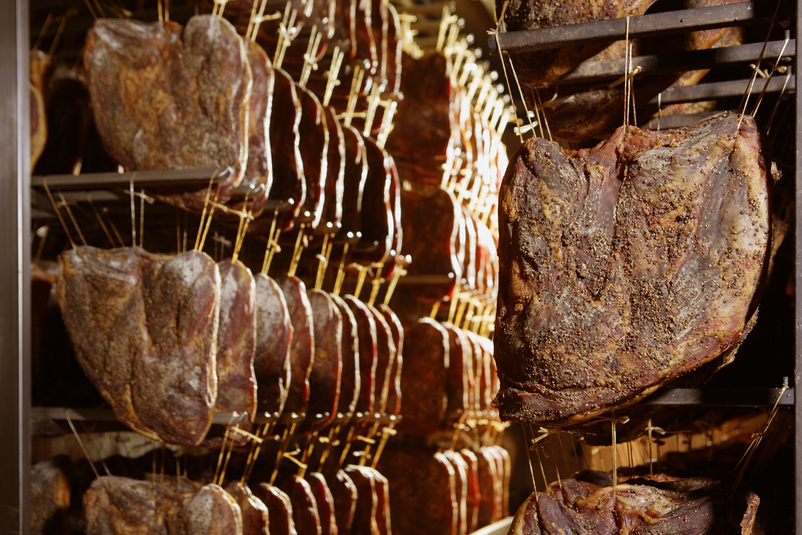
Stagionatura Speck Alto Adige IGP

I primi documenti contenenti la parola speck risalgono al XVIII secolo.
Inizialmente lo speck veniva prodotto per la necessità di conservare la carne. Esso permetteva di conservare per tutto l'anno la carne dei maiali che venivano uccisi durante il periodo natalizio. Lo speck rappresentava soprattutto per i ceti meno abbienti l'unica opportunità di mangiare carne e far fronte al bisogno di lipidi. Col tempo è diventata una delle pietanze principali in occasione di feste e banchetti. E ancora oggi, insieme al pane e al vino, è il protagonista della tipica "merenda" sudtirolese.
Lo speck è un prodotto tipico del Trentino-Alto Adige ed è nato dall'unione dei due metodi di conservazione della carne: la stagionatura, come il prosciutto crudo nell'area mediterranea, e l'affumicatura, tipica del nord Europa. L'Alto Adige trovandosi in una posizione intermedia e godendo di un particolare clima ha fuso i due metodi, producendo lo speck secondo la regola "poco sale, poco fumo e molta aria fresca", che consiste in una salatura moderata e nell'alternanza di fumo e aria fresca.
Inizialmente lo speck veniva prodotto dalle singole famiglie contadine. Successivamente la produzione si è sviluppata prima a livello artigianale, con i macellai di paese, e negli anni sessanta a livello industriale.

## Produzione

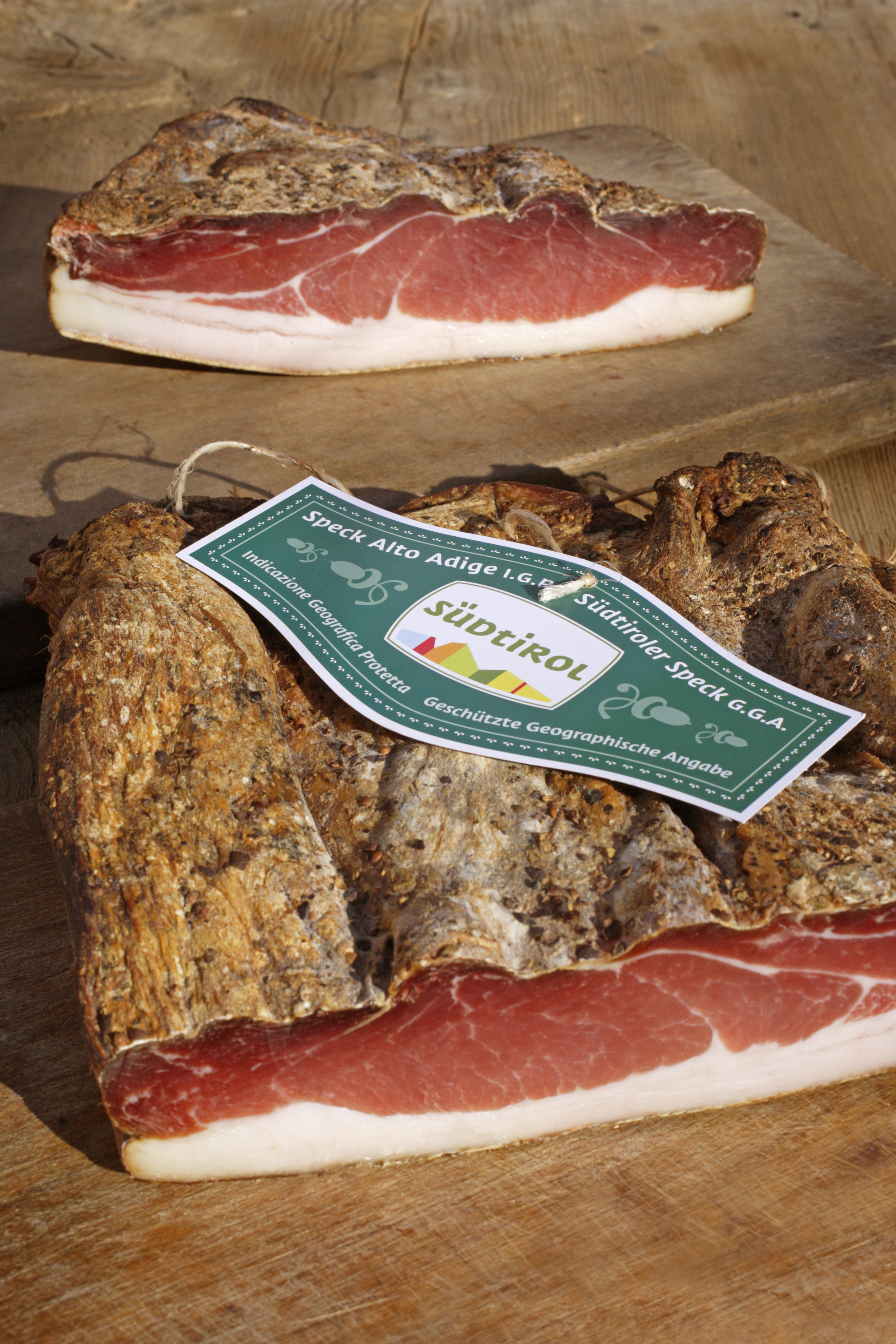
Speck con marchio di qualità "Speck Alto Adige IGP"

Lo Speck Alto Adige IGP deve il suo carattere inconfondibile al metodo di lavorazione tradizionale. Il disciplinare di produzione prevede un'affumicatura leggera della coscia salata di maiale, una stagionatura media di 22 settimane e un contenuto di sale non superiore al 5% nel prodotto finale.
L'elemento che accomuna i piccoli e grandi produttori è il rispetto della regola "poco sale, poco fumo e molta aria fresca" e la dedizione e cura nel creare una specialità amata ben oltre i confini nazionali.
La produzione prevede cinque fasi: selezione della materia prima, speziatura, affumicatura, stagionatura, controlli e marchio di qualità.
Per la produzione dello Speck Alto Adige IGP vengono utilizzate solo cosce suine magre e provenienti da allevamenti riconosciuti appartenenti ad un Paese all'interno dell'Unione Europea. Esse vengono selezionate in base ai criteri definiti nel capitolato sulla materia prima e tagliate secondo i metodi tradizionali. Le cosce selezionate vengono marchiate con la data di inizio produzione, a garanzia indelebile e come base per i successivi controlli.
Le baffe di speck vengono cosparse di sale e di una miscela di aromi (sale, pepe, ginepro, rosmarino, alloro). Esse vengono salmistrate a secco in ambiente controllato per tre settimane e girate più volte per agevolare la penetrazione uniforme della salamoia. Il contenuto di sale nel prodotto finale non deve superare il 5%.
Successivamente, le baffe vengono sottoposte alternativamente alle fasi di affumicatura e asciugatura. L'affumicatura con legna poco resinosa è leggera e la temperatura del fumo dev'essere inferiore ai 20 gradi centigradi.
La fase finale è quella della stagionatura, in cui le baffe restano appese in locali pervasi da aria fresca. La durata della stagionatura è definita tenendo conto del peso finale della baffa ed è di circa 22 settimane. Durante questa fase si forma uno strato naturale di muffa aromatica, rimossa alla fine del processo, che arrotonda il gusto dello speck ed evita che si secchi troppo.
Infine, lo speck che risponde ai criteri imposti dal disciplinare di produzione e che ha superato i controlli viene marchiato a fuoco sulla Cotenna in 4 differenti punti con l'apposito sigillo.

## Controlli e marchio di qualità

Marchio dell'Indicazione Geografica Protetta

Marchio del Consorzio di tutela

Lo Speck Alto Adige IGP è un prodotto protetto dall'Unione europea attraverso il marchio IGP, che sta per "indicazione geografica protetta". Tale riconoscimento è attribuito ai prodotti selezionati che seguono il metodo produttivo tradizionale in una particolare area geografica. Tuttavia il Disciplinare di produzione non richiede che la carne di suino sia di origine locale e neppure di origine italiana, e nessuno dei produttori aderenti al consorzio dichiara di usare carne italiana.
A garanzia della qualità e dell'autenticità dello Speck Alto Adige IGP il Consorzio Tutela Speck Alto Adige, in collaborazione con l'istituto di controllo indipendente INEQ (Istituto Nord Est Qualità) ha sviluppato un sistema di controllo inerente tutte le fasi di produzione: dalla selezione della carne fino al prodotto finito. I controlli vengono effettuati sulla stagionatura, il rapporto tra parti magre e grasse, il contenuto salino, la consistenza, l'aroma e naturalmente il sapore.
Lo speck approvato dal consorzio è commercializzato sotto un apposito marchio di qualità.

## Valori nutrizionali
Lo Speck Alto Adige IGP presenta un alto contenuto proteico. I valori nutrizionali riferiti a 100 g di prodotto sono descritti qui nella tabella a destra.
Come il prosciutto crudo, anche lo speck può essere mangiato durante la gravidanza solo previa cottura, onde evitare i rischi connessi alla toxoplasmosi.

## Manifestazioni dedite allo speck Alto Adige
La manifestazione più rilevante legata allo Speck Alto Adige IGP è lo "Speckfest Alto Adige", ovvero la tradizionale festa dello speck, che ha luogo ogni anno in autunno a Santa Maddalena in val di Funes, ai piedi delle Odle.
Lo Speckfest Alto Adige, giunto nel 2010 alla sua ottava edizione, è un evento organizzato in collaborazione tra l'associazione turistica Val di Funes, il Consorzio Tutela Speck Alto Adige e l'Organizzazione Export della Camera di Commercio di Bolzano. Ogni anno in occasione della festa vengono presentate delle creazioni a sorpresa, ideate da Hans Mantinger "Gletscherhons", maestro nell'arte del taglio dello speck.